# Danh sách loài nhện trong họ Zoropsidae
Danh sách này liệt kê các loài nhện trong họ Zoropsidae.

## Akamasia
Akamasia Bosselaers, 2002
- Akamasia cyprogenia (Bosselaers, 1997)

## Birrana
Birrana Raven & Stumkat, 2005
- Birrana bulburin Raven & Stumkat, 2005

## Devendra
Devendra Lehtinen, 1967
- Devendra pardalis (Simon, 1898)
- Devendra pumilus (Simon, 1898)
- Devendra seriatus (Simon, 1898)

## Griswoldia
Griswoldia Dippenaar-Schoeman & Jocqué, 1997
- Griswoldia acaenata (Griswold, 1991)
- Griswoldia disparilis (Lawrence, 1952)
- Griswoldia leleupi (Griswold, 1991)
- Griswoldia meikleae (Griswold, 1991)
- Griswoldia melana (Lawrence, 1938)
- Griswoldia natalensis (Lawrence, 1938)
- Griswoldia punctata (Lawrence, 1942)
- Griswoldia robusta (Simon, 1898)
- Griswoldia sibyna (Griswold, 1991)
- Griswoldia transversa (Griswold, 1991)
- Griswoldia urbensis (Lawrence, 1942)
- Griswoldia zuluensis (Lawrence, 1938)

## Huntia
Huntia Gray & Thompson, 2001
- Huntia deepensis Gray & Thompson, 2001
- Huntia murrindal Gray & Thompson, 2001

## Kilyana
Kilyana Raven & Stumkat, 2005
- Kilyana bicarinatus Raven & Stumkat, 2005
- Kilyana campbelli Raven & Stumkat, 2005
- Kilyana corbeni Raven & Stumkat, 2005
- Kilyana dougcooki Raven & Stumkat, 2005
- Kilyana eungella Raven & Stumkat, 2005
- Kilyana hendersoni Raven & Stumkat, 2005
- Kilyana ingrami Raven & Stumkat, 2005
- Kilyana kroombit Raven & Stumkat, 2005
- Kilyana lorne Raven & Stumkat, 2005
- Kilyana obrieni Raven & Stumkat, 2005

## Krukt
Krukt Raven & Stumkat, 2005
- Krukt cannoni Raven & Stumkat, 2005
- Krukt ebbenielseni Raven & Stumkat, 2005
- Krukt megma Raven & Stumkat, 2005
- Krukt piligyna Raven & Stumkat, 2005
- Krukt vicoopsae Raven & Stumkat, 2005

## Megateg
Megateg Raven & Stumkat, 2005
- Megateg bartholomai Raven & Stumkat, 2005
- Megateg covacevichae Raven & Stumkat, 2005
- Megateg elegans Raven & Stumkat, 2005
- Megateg gigasep Raven & Stumkat, 2005
- Megateg lesbiae Raven & Stumkat, 2005
- Megateg paulstumkati Raven & Stumkat, 2005
- Megateg ramboldi Raven & Stumkat, 2005
- Megateg spurgeon Raven & Stumkat, 2005

## Phanotea
Phanotea Simon, 1896
- Phanotea cavata Griswold, 1994
- Phanotea ceratogyna Griswold, 1994
- Phanotea digitata Griswold, 1994
- Phanotea knysna Griswold, 1994
- Phanotea lata Griswold, 1994
- Phanotea latebricola Lawrence, 1952
- Phanotea margarita Griswold, 1994
- Phanotea natalensis Lawrence, 1951
- Phanotea orestria Griswold, 1994
- Phanotea peringueyi Simon, 1896
- Phanotea sathegyna Griswold, 1994
- Phanotea simoni Lawrence, 1951
- Phanotea xhosa Griswold, 1994

## Takeoa
Takeoa Lehtinen, 1967
- Takeoa huangshan Tang, Xu & Zhu, 2004
- Takeoa nishimurai (Yaginuma, 1963)

## Uliodon
Uliodon L. Koch, 1873
- Uliodon albopunctatus L. Koch, 1873
- Uliodon cervinus L. Koch, 1873
- Uliodon ferrugineus (L. Koch, 1873)
- Uliodon frenatus (L. Koch, 1873)

## Zoropsis
Zoropsis Simon, 1878
- Zoropsis albertisi Pavesi, 1880
- Zoropsis beccarii Caporiacco, 1935
- Zoropsis bilineata Dahl, 1901
  - Zoropsis bilineata viberti Simon, 1910
- Zoropsis coreana Paik, 1978
- Zoropsis kirghizicus Ovtchinnikov & Zonstein, 2001
- Zoropsis lutea (Thorell, 1875)
- Zoropsis markamensis Hu & Li, 1987
- Zoropsis media Simon, 1878
- Zoropsis oertzeni Dahl, 1901
- Zoropsis pekingensis Schenkel, 1953
- Zoropsis rufipes (Lucas, 1838)
- Zoropsis saba Thaler & van Harten, 2006
- Zoropsis spinimana (Dufour, 1820)
- Zoropsis thaleri Levy, 2007